# José van Egmond
Johanna Sophia (José) van Egmond (Rijnsburg, 12 oktober 1968) is een Nederlands politica en bestuurster. Ze is lid van het CDA.

## Biografie
Van Egmond werd geboren en getogen in Rijnsburg. Zij studeerde Franse taal- en letterkunde aan de Rijksuniversiteit Leiden en was docente Frans bij meerdere onderwijsinstellingen. Tot haar wethouderschap in 2010 was zij adviseur onderwijs en zingeving bij de Vereniging van schoolbesturen Verus in Voorburg. Ze was van 2006 tot 2010 lid van de gemeenteraad van Pijnacker-Nootdorp. Van 2010 tot 2017 was ze er wethouder van onderwijs, jeugdhulp, kinderopvang, grondbedrijf en economie & glastuinbouw en was ze er locoburgemeester.
Op 21 september 2017 werd Van Egmond burgemeester van Reimerswaal als opvolger van waarnemend burgemeester Piet Zoon. Ze kreeg er wettelijke taken en projecten intergemeentelijke samenwerking/integriteit, informatieveiligheid, communicatie, personeelszaken, ICT en historisch archief in haar portefeuille. Ze werd, naast haar nevenfuncties ambtshalve, voorzitter van de Bestuurdersvereniging CDA Zeeland en voorzitter van het bestuur van de plaatselijke commissie van de reddingstation Hansweert van de Koninklijke Nederlandse Redding Maatschappij (KNRM).
Van 25 oktober 2021 tot 14 maart 2022 werd Van Egmond in Reimerswaal wegens ziekte vervangen door Petra van Wingerden-Boers. Per 1 april 2025 stopte ze als burgemeester van Reimerswaal en werd Jan Luteijn benoemd als waarnemend burgemeester. Op 24 april 2025 werd Van Egmond met ingang van 12 mei benoemd tot waarnemend burgemeester van de gemeente Tiel, voor een periode van twee jaar.

## Privéleven
Van Egmond trouwde en kreeg een zoon en twee dochters. Ze werd lid van de Protestantse Kerk in Nederland (PKN).